# Hyalotheca dubia
Hyalotheca dubia là một loài Song tinh tảo trong họ Desmidiaceae, thuộc chi Hyalotheca.